# Petru Frunze
Petru Frunze (n. 5 ianuarie 1985, Dănceni, raionul Ialoveni, Republica Moldova) este un avocat din Republica Moldova, deputat în legislaturile 2019-2021 și 2021-2025 ale Parlamentului Republicii Moldova, reprezentant al Partidului Acțiune și Solidaritate (PAS).

## Biografie
De profesie, Frunze este avocat.

### Activitate politică
Petru Frunze a fost primarul satului Puhoi din raionul Ialoveni în perioada 2011-2019, fiind susținut de Partidul Liberal Democrat din Moldova.
A candidat din partea Blocului electoral „ACUM Platforma DA și PAS” la alegerile parlamentare din 2019 pe circumscripția electorală nr. 37 com. Răzeni și a devenit deputat. La următoarele alegeri, din 2021, a candidat cu numărul 22 pe lista PAS și și-a păstrat fotoliul.